# Liste des sites classés et inscrits de la Corse-du-Sud

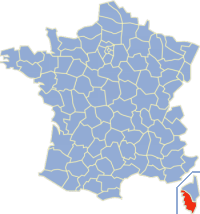
Le département de Corse du sud en rouge sur la carte

La liste des sites classés de Corse-du-Sud présente les sites naturels classés du département de la Corse-du-Sud.

## Liste
Les critères sur lesquels les sites ont été sélectionnés sont désignés par des lettres, comme suit :
- TC : Tout critère
- A : Artistique
- P : Pittoresque
- S : Scientifique
- H : Historique
- L : Légendaire

| Commune                                          | Site classé | Description | Date du classement          | Critère de classement | Géolocalisation | Superficie(ha) | Autres labels | Illustration |
| ------------------------------------------------ | --- | ----------- | --------------------------- | --------------------- | --------------- | -------------- | ------------- | ------------ |
| Ajaccio                                          | Extension du site classé de l'ensemble formé par les îles des Sanguinaires et la pointe de la Parata (+ DPM) |             | arrêté du 11 septembre 1995 | P                     |                 |                |               |              |
| Ajaccio                                          | La Grotte de Napoléon, place Giraud (ancienne place Casone) |             | arrêté du 18 juin 1921      | A                     |                 |                |               |              |
| Ajaccio                                          | L'ancienne propriété de la famille Bonaparte dite les Milelli |             | arrêté du 17 février 1923   | A                     |                 |                |               |              |
| Belvédère-Campomoro                              | L'ensemble de paysages constituant le site de la commune |             | décret du 28 janvier 1988   | P                     |                 |                |               |              |
| Bonifacio                                        | Le couvent de la Trinité |             | arrêté du 19 janvier 1923   | TC                    |                 |                |               |              |
| Bonifacio                                        | Le domaine public maritime entre le port de Stagnolu et la pointe de la Fiumara |             | arrêté du 1er avril 1997    | P                     |                 |                |               |              |
| Bonifacio                                        | Le site formé par les falaises et le plateau de Bonifacio et le massif du mont de la Trinité |             | décret du 13 février 1996   | P                     |                 |                |               |              |
| Bonifacio                                        | L'ensemble avec son domaine public maritime formé par l'archipel des Lavezzi excepté les îles de Cavallo et de Camaro Canto |             | arrêté du 26 janvier 1974   | TC                    |                 |                |               |              |
| Bonifacio                                        | L'escalier du roi d'Aragon |             | arrêté du 22 janvier 1909   | TC                    |                 |                |               |              |
| Osani, Ota, Partinello, Piana, Serriera, Galéria | L'ensemble constitué par les golfes de Girolata et Porto, y compris l'île de Gargalo, ainsi que le domaine public maritime leur correspondant                                                                                               |             | décret du 4 décembre 1974   | TC                    |                 |                |               |              |
| Pietrosella                                      | L'ensemble formé par les parcelles appartenant à la commune de Quasquara n°s 470 à 477, 492 à 494 et 497 à 503 section A du cadastre et constituant le site de la presqu'île de l'Isolella                                                  |             | arrêté du 21 septembre 1972 | P                     |                 |                |               |              |
| Quenza, Zonza                                    | L'ensemble des terrains appartenant à l'État et aux communes de Conca, Zonza et Quenza, sur le territoire des communes de Quenza et Zonza et inclus dans le site inscrit le 3 janvier 1951 constitué par le col et les aiguilles de Bavella |             | arrêté du 25 août 1954      | P                     |                 |                |               |              |
| Sartène                                          | Le site de Roccapina ainsi que le DPM au droit des parties terrestres |             | décret du 14 mars 1990      | L et P                |                 |                |               |              |